# DNA (album của Backstreet Boys)
DNA là album phòng thu thứ chín (thứ tám nếu tính riêng tại Hoa Kỳ) của nhóm nhạc Backstreet Boys. Album được phát hành đầu tiên tại Nhật Bản vào ngày 23 tháng 1 năm 2019 bởi RCA Records, và tại các quốc gia khác vào ngày 25 tháng 1 năm 2019. Album gồm các bài hát được sáng tác bởi Edei, Lauv, Andy Grammer và Stuart Crichton. Đây là album thứ hai của nhóm sau Unbreakable (2007) mà không có sự tham gia của các nhà sản xuất và bạn bè lâu năm như Max Martin và Kristian Lundin. Đây cũng là sản phẩm tiếp nối album phòng thu thứ tám (thứ bảy tại Hoa Kỳ) của nhóm In a World Like This. Album được mở đường nhờ các đĩa đơn "Don't Go Breaking My Heart", "Chances", "No Place". Album cũng sẽ được hỗ trợ quảng bá thông qua một chuyến lưu diễn trên toàn cầu có quy mô lớn nhất của nhóm trong 18 năm, khởi động vào ngày 11 tháng 5 năm 2019 tại Lisbon, Bồ Đào Nha, trước khi đặt chân tới Bắc Mỹ vào tháng 7 năm 2019. Album là sản phẩm đầu tiên của nhóm dưới sự điều hành của Sony Music Entertainment kể từ khi album In a World Like This (2013) được phát hành độc lập thông qua BMG. DNA ra mắt ở vị trí quán quân trên bảng xếp hạng US Billboard 200, trở thành album quán quân đầu tiên của Backstreet Boys kể từ Black & Blue phát hành năm 2000.

## Bối cảnh và quảng bá
Một thông cáo báo chí cho biết rằng nhóm nhạc "đã phân tích hồ sơ DNA của từng thành viên để tìm xem mỗi thành viên đại diện cho yếu tố quyết định nào trong DNA của cả nhóm". Kevin Richardson nói về album: "Chúng tôi đã có thể đem tất cả sự ảnh hưởng và phong cách của mình vào một sản phẩm âm nhạc chặt chẽ. Những bài hát này là đại diện lý tưởng cho bản thân từng người và cho cả nhóm chúng tôi. Nó là DNA của chúng tôi. Chúng tôi thật sự tự hào về điều đó." DNA cũng là viết tắt của Digital and Analog (Điện tử và Tương tự), cách mà những chàng trai đã bắt đầu thu âm vào những năm 1990.
Nhóm nhạc công bố tựa đề album cùng với ngày phát hành vào ngày 9 tháng 11 năm 2018. Cũng trong hôm đó, nhóm cũng phát hành đĩa "Chances" và thông báo vê chuyến lưu diễn DNA World Tour bắt đầu vào tháng 5 năm 2019 để hỗ trợ cho album.

## Tiếp nhận phê bình
| Đánh giá chuyên môn | Đánh giá chuyên môn |
| Điểm trung bình     | Điểm trung bình     |
| Nguồn               | Đánh giá            |
| ------------------- | ------------------- |
| Metacritic          | 67/100              |
| Nguồn đánh giá      |                     |
| Nguồn               | Đánh giá            |
| AllMusic            | [ 8 ]               |
| The Guardian        | [ 9 ]               |

DNA nhận được những đánh giá tích cực từ các nhà phê bình âm nhạc. Trên Metacritic, một trang đưa ra số điểm chuẩn trên thang 100 dựa trên các bài đánh giá của các xuất bản phẩm phổ biến, album nhận được điểm trung bình là 67 dựa trên 4 bài đánh giá, tương ứng với nhận xét "các đánh giá nhìn chung là tích cực."

## Diễn biến thương mại
DNA ra mắt ở vị trí quán quân trên bảng xếp hạng US Billboard 200 với 234.000 đơn vị album tương đương, trong đó 227.000 bản là doanh số thuần album. Đây là album quán quân thứ ba và cũng là album quán quân đầu tiên trong vòng 19 năm của Backstreet Boys, tiếp sau album Black & Blue (2000). Đây cũng là album thứ tám liên tiếp của nhóm lọt vào top 10 của bảng xếp hạng sau In a World Like This (2013). Tính đến tháng 1 năm 2020, DNA bán được 416.000 bản tại Hoa Kỳ.

## Danh sách bài hát
| STT              | Nhan đề                      | Sáng tác                                                                                        | Sản xuất                            | Thời lượng |
| ---------------- | ---------------------------- | ----------------------------------------------------------------------------------------------- | ----------------------------------- | ---------- |
| 1.               | "Don't Go Breaking My Heart" | Stuart Crichton Jamie Hartman Stephen Wrabel                                                    | Crichton Hartman                    | 3:35       |
| 2.               | "Nobody Else"                | Ryan Ogren Nicholas Bailey Ari Leff Emily Warren Gamal "LunchMoney" Lewis                       | Ryan OG Steve James Leff [a]        | 3:38       |
| 3.               | "Breathe"                    | Ogren Bailey Brandyn Burnette                                                                   | Ben Bram                            | 3:06       |
| 4.               | "New Love"                   | Elof Loelv Jake Troth Erik Hassle                                                               | Loelv Troth [a] Kuk Harrell [b]     | 3:00       |
| 5.               | "Passionate"                 | Mitch Allan Andy Grammer Lindy Robbins Louis Schoorl                                            | The Stereotypes The Wiild Allan [b] | 3:43       |
| 6.               | "Is It Just Me"              | Ian Kirkpatrick Robbin Alexander "Xplicit" Izquierdo                                            | Kirkpatrick Crichton [b]            | 3:37       |
| 7.               | "Chances"                    | Edei Zach Skelton Casey Smith Fiona Bevan Ryan Tedder Shawn Mendes Geoff Warburton Scott Harris | Tedder Skelton Harrell [b]          | 2:52       |
| 8.               | "No Place"                   | Brett James Joshua Miller Troy Verges                                                           | Steven Solomon                      | 2:59       |
| 9.               | "Chateau"                    | Crichton Wrabel Michael Pollack James Newman Cole Citrenbaum                                    | Crichton                            | 3:08       |
| 10.              | "The Way It Was"             | Crichton Garrison Starr Justin Jesso                                                            | Crichton                            | 3:26       |
| 11.              | "Just Like You Like It"      | Ross Copperman Josh Kear Dustin Lynch                                                           | Copperman Kear [a]                  | 3:42       |
| 12.              | "Okay"                       | Crichton Newman Joe Kirkland Jason Allen                                                        | Crichton                            | 2:31       |
| Tổng thời lượng: | Tổng thời lượng:             | Tổng thời lượng:                                                                                | Tổng thời lượng:                    | 39:18      |

| Bài hát thêm cho phiên bản phát hành tại Nhật Bản | Bài hát thêm cho phiên bản phát hành tại Nhật Bản | Bài hát thêm cho phiên bản phát hành tại Nhật Bản  | Bài hát thêm cho phiên bản phát hành tại Nhật Bản |
| STT                                               | Nhan đề                                           | Sáng tác                                           | Thời lượng                                        |
| ------------------------------------------------- | ------------------------------------------------- | -------------------------------------------------- | ------------------------------------------------- |
| 13.                                               | "Said I Love You"                                 | Mike Sabath Dewain Whitmore Patrick "J. Que" Smith | 2:52                                              |
| 14.                                               | "Do You Remember"                                 | Alexander Isaak Mason Levy Tom Meredith            | 2:54                                              |
| 15.                                               | "Best Days"                                       | Crichton Newman Jesso                              | 3:40                                              |

Ghi chú
- ^a  chỉ người hỗ trợ sản xuất
- ^b  chỉ người sản xuất giọng hát

## Xếp hạng
| Bảng xếp hạng (2019)                     | Vị trí cao nhất |
| ---------------------------------------- | --------------- |
| Album Anh Quốc (OCC)                     | 7               |
| Album Anh Quốc Digital (OCC)             | 4               |
| Album Áo (Ö3 Austria)                    | 1               |
| Album Ba Lan (ZPAV)                      | 20              |
| Album Bỉ (Ultratop Vlaanderen)           | 3               |
| Album Bỉ (Ultratop Wallonie)             | 13              |
| Album Bồ Đào Nha (AFP)                   | 2               |
| Album Canada (Billboard)                 | 1               |
| Album Cộng hòa Séc (ČNS IFPI)            | 47              |
| Album Đan Mạch (Hitlisten)               | 31              |
| Album Đức (Offizielle Top 100)           | 2               |
| Album Hà Lan (Album Top 100)             | 4               |
| Album Hungaria (MAHASZ)                  | 8               |
| Album Ireland (IRMA)                     | 25              |
| Album Na Uy (VG-lista)                   | 40              |
| Album Nhật Bản (Oricon)                  | 2               |
| Album Pháp (SNEP)                        | 124             |
| Album Phần Lan (Suomen virallinen lista) | 26              |
| Album Scotland (OCC)                     | 3               |
| Album Tây Ban Nha (PROMUSICAE)           | 4               |
| Album Thụy Điển (Sverigetopplistan)      | 28              |
| Album Thụy Sĩ (Schweizer Hitparade)      | 1               |
| US Billboard 200                         | 1               |
| Album Úc (ARIA)                          | 5               |
| Album Ý (FIMI)                           | 14              |

| Bảng xếp hạng (2019)           | Vị trí |
| ------------------------------ | ------ |
| Album Bỉ (Ultratop Flanders)   | 132    |
| Album Canada (Billboard)       | 43     |
| Album Nhật Bản (Oricon)        | 88     |
| Album Tây Ban Nha (PROMUSICAE) | 89     |
| Billboard 200 Mỹ               | 164    |

## Chứng nhận
| Quốc gia                                                    | Chứng nhận | Số đơn vị/doanh số chứng nhận |
| ----------------------------------------------------------- | ---------- | ----------------------------- |
| Canada (Music Canada)                                       | Bạch kim   | 80.000‡                       |
| ‡ Chứng nhận dựa theo doanh số tiêu thụ và phát trực tuyến. |            |                               |

## Lịch sử phát hành
| Quốc gia | Ngày phát hành      | Định dạng | Nhãn hiệu | Ng.    |
| -------- | ------------------- | --------- | --------- | ------ |
| Nhật Bản | 23 tháng 1 năm 2019 | CD        | Sony      | [ 41 ] |
| Hoa Kỳ   | 25 tháng 1 năm 2019 | CD        | RCA       | [ 42 ] |
| Hoa Kỳ   | 1 tháng 2 năm 2019  | LP        | RCA       | [ 43 ] |